# Piotr Skubisz
Piotr Skubisz (ur. 1978) – polski fotograf, którego twórczość skupia się głównie na fotografii portretowej, ludzkiego ciała, tożsamości i różnorodności kulturowej. Jego fotografie zdobyły liczne nagrody oraz były prezentowane w publikacjach i na wystawach.

## Życiorys
Piotr Skubisz urodził się w 1978 roku w Mielcu. Jest absolwentem Państwowej Wyższej Szkoły Filmowej, Telewizyjnej i Teatralnej w Łodzi (PWSFTviT) oraz studiował polonistykę na Uniwersytecie Warszawskim, gdzie rozwinął także silne zainteresowanie antropologią kulturową. Te doświadczenia ukształtowały jego charakterystyczne podejście do fotografii, które określa jako ciągłą podróż doświadczania i odkrywania.
Skubisz specjalizuje się w fotografii portretowej i artystycznej. Jego twórczość bada tematykę samopoznania, kulturowej tożsamości oraz niuansów ludzkich emocji. Obecnie mieszka w Warszawie. W ramach swojej działalności artystycznej jest otwarty na nowe wyzwania i podróże, poszukując różnorodnych punktów widzenia i inspiracji. Jego prace są publikowane i nagradzane na czołowych platformach fotograficznych, takich jak LensCulture i All About Photo.

## Podejście artystyczne
Skubisz określa swoją praktykę fotograficzną jako „niekończącą się podróż doświadczania i odkrywania”. Postrzega człowieka i ciało – „przez które komunikujemy się i postrzegamy świat” – jako ciągłe tajemnice i główny motyw swojej fotografii, służący jako medium do „ciągłego odkrywania Innego, Nieznanego”. Fotografia jest dla niego ciągłą podróżą doświadczania i odkrywania, łączącą estetykę z refleksją nad ludzkim ciałem, tożsamością i różnorodnością kulturową.

## Nagrody i wyróżnienia
Fotografie Skubisza otrzymały liczne nagrody i wyróżnienia, w tym:
- 2025 Sony World Photography Awards (SWPA): Wyróżnienie w konkursie otwartym w kategorii Portret. "Breathe" z serii "Portrait of a Poet – A Journey Through Layers".[7][8][9]
- 2025 LensCulture Portrait Awards: Finalista w kategorii Seria Portretów.[4]
- 2025 B&W IPA Association Paris, Black And White International Photo Awards: Brązowy Medal w kategorii „Portret” (Seria).[10]
- 2025 All About Photo AAP Magazine #46: Women: Wyróżnienie.[11][12][13][14]
- 2025 ReFocus Awards, Black & White Photo Contest: 4x Nominee (2x Portrait, People, Fine Art) [15]
- 2024 PX3 – The Prix de la Photographie, Paris: Złoty i Brązowy Medal (Portret/Osobowość).[16][17]
- 2024 TIFA, Tokyo International Foto Awards: Brązowy Medal (Ludzie-Portret).[18]
- 2024 One Eyeland, World’s Top 10 Fine Art Photographers: 4x Srebrny Medal (2x Portret, 2x Ludzie). Uznany za #1 Polskiego Fotografa Artystycznego.[19][20]
- 2024 IPA, The International Photography Awards: Oficjalna Selekcja (Sztuka – Portret, Ludzie – Styl życia, Ludzie – Tradycje/Kultura).[21][22]
- 2024 Exposure One Awards, One Shot Photo Contest: Srebrny Zwycięzca (Portret), Nagroda Głosowania Publiczności (Portret), Wyróżnienie (Portret), Nominacja (Ludzie).[23][24][25]
- 2024 ReFocus Awards, The World Photo Annual Awards: Srebrny Medal (Sztuka), Brązowy Medal (Ludzie), Brązowy Medal (Portret), 4x Nominacja (2x Portret, Ludzie, Sztuka).[15][26][27]
- 2024 Monochrome Awards: 3. miejsce (Portret).[28][29]
- 2024 Brodziak Academy: TOP10 Mistrzów Kreacji.[30]
- 2024 Fine Art Photography Awards (FAPA): 3x Nominacja w kategorii Portret.[31]
- 2024 Annual Photography Awards (APA): Wyróżnienia (3x Ludzie: Portret).[32]
- 2024 Life Framer: Black & White Editors’ Pick, Raw Emotions (za "Pearl. Marble").[33]

## Wystawy
- 2025: Wystawa Grupowa "DISOBEDIENT IMAGES", Arles 2025 OFF Program (7-13 lipca 2025). Praca Skubisza "O. Balance" z serii 'Portrait of a Poet – A Journey Through Layers' została wybrana na wystawę.[34]
- 2024: Wystawa Grupowa "TOP10 Mistrzów Kreacji", Brodziak Gallery, Poznań, Polska (15–26 listopada 2024). Wystawa prezentowała laureatów konkursu TOP10 Mistrzów Kreacji.[35]
- 2024: PX3 – The Prix de la Photographie, Paris – Wystawa Nagrodzonych Prac (prezentacje cyfrowe i na ekranie, szczegóły dostępne na oficjalnej stronie PX3 Exhibitions).[36]
- 2024: TIFA, Tokyo International Foto Awards – Wystawa Nagrodzonych Prac (prezentacje cyfrowe i na ekranie, w tym wydarzenie otwarcia TIFA 2024 Winners w Budapeszcie, szczegóły dostępne na oficjalnej stronie TIFA Exhibitions).[37][38]

## Publikacje
Prace Skubisza zostały opublikowane w książkach fotograficznych i na platformach internetowych:
- Sony World Photography Awards book 2025 (drukowana).[39]
- Monochrome Awards Book 2024 (drukowana).[40]
- All About Photo AAP Magazine #46: Women 2025 (drukowana).[41][42][43][44]
- Jego fotografie oraz artykuł pt. "Portrait of a Poet: A Journey Through Layers" zostały opublikowane na platformie internetowej magazynu All About Photo.[45]
- Współpracował przy tworzeniu fotografii do kampanii społecznej, która została wspomniana w Newsweek Polska i innych mediach.[46][47]